# Погодинская псалтырь

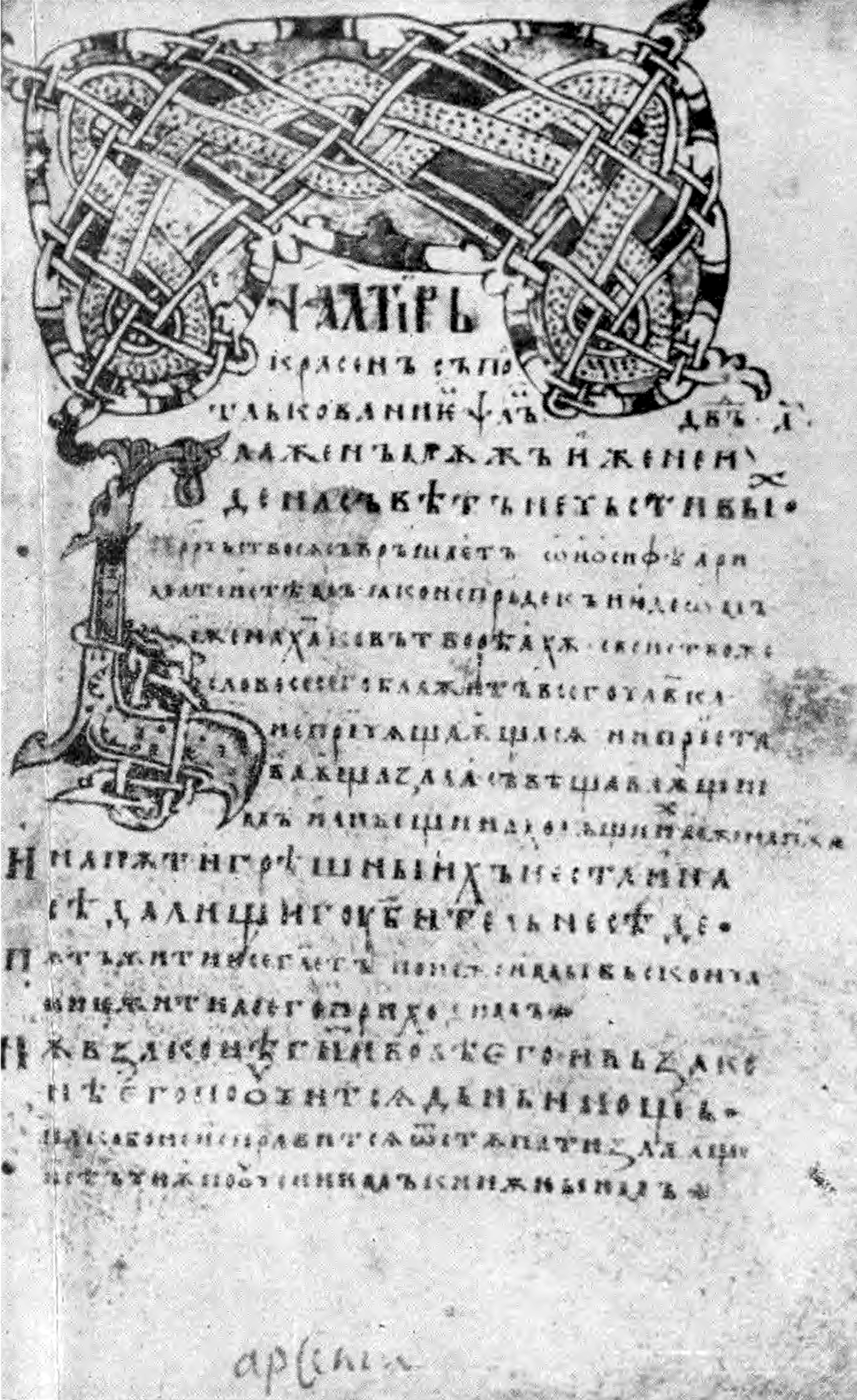
Погодинская псалтырь

Погодинская псалтырь — среднеболгарская рукопись, хранящаяся в Российской национальной библиотеке (шифр Погод. № 8). Названа в честь своего предыдущего владельца, русского историка и писателя Михаила Погодина (1800—1875). Состоит из 278 листа. Написана кириллицей на пергаменте и содержит Псалмы Давида с толкованием Исихия Иерусалимского (ранее приписываемого Афанасию Александрийскому). Каллиграфическая рукопись с богатым орнаментом, украшена плетеными заставками и зооморфными (звероподобными) инициалами. Датируется концом 13 или началом 14 века. Переписана двумя писцами с архаичного оригинала, вероятно, в одном из центров юго-восточной Македонии, на что указывают языковые особенности. Орфография двухъеровая, четырехъюсовая, замена носовых непоследовательная, денализация встречается редко. Рукопись принадлежит к архаичной редакции псалтыри, характерной для Охридской книжной школы.